# Ferris Webster
Ferris Webster (* 29. April 1912 in Walla Walla, Washington; † 4. Februar 1989 in Nipomo, Kalifornien) war ein US-amerikanischer Filmeditor, der mit Die Saat der Gewalt, Botschafter der Angst und Gesprengte Ketten jeweils für den Oscar nominiert war.

## Leben
Ferris Webster wuchs im Bundesstaat Washington auf und besuchte die University of Southern California, wo er ein hervorragender Sportler und Läufer war. So gehörte Webster 1933 zu den besten amerikanischen Mittelstreckenläufern auf der 880-Yards-Strecke. Anschließend absolvierte er das Schnittprogramm der MGM-Studios und konnte bereits 1939 mit dem Kurzfilm Poetry of Nature seinen ersten eigenverantwortlichen Filmschnitt durchführen, bevor er 1943 mit der Musikkomödie Swing Fever und dem Drama Harrigan’s Kid beim Spielfilm debütierte. Mit dem Filmschnitt an dem Krimidrama Die Wölfe von Los Angeles endete 1960 der Websters Vertrag mit MGM. Anschließend war es vor allem die „Paranoia-Trilogie“ mit den drei Filmen Botschafter der Angst, Sieben Tage im Mai und Der Mann, der zweimal lebte des Regisseurs John Frankenheimer, für die Webster größere Aufmerksamkeit bekam. Für ersteren erhielt er seine zweite Oscarnominierung für den Besten Schnitt, nachdem er bereits für Die Saat der Gewalt und im darauf folgenden Jahr für Gesprengte Ketten ebenfalls nominiert werden sollte.
Zum Ende seiner Karriere schnitt er unter anderem mit Begegnung am Vormittag, Im Auftrag des Drachen und Bronco Billy vor allem Filme, bei denen Clint Eastwood Regie führte. Nachdem es scheinbar zu einem Zerwürfnis kam,  waren die beiden Schnitte von Firefox und Honkytonk Man die letzten beiden Filme mit Eastwood und Webster, und Websters Karriere endete. Eastwood selbst sucht sich mit Joel Cox einen neuen Editor, mit dem er eine jahrzehntelange Zusammenarbeit einging.

## Filmografie (Auswahl)
- 1939: Poetry of Nature
- 1943: Harrigan’s Kid
- 1945: Das Bildnis des Dorian Gray (The Picture of Dorian Gray)
- 1945: Gefährliche Partnerschaft (Dangerous Partners)
- 1946: Der unbekannte Geliebte (Undercurrent)
- 1947: Liebe auf den zweiten Blick (Living in a Big Way)
- 1948: Auf einer Insel mit dir (On an Island with You)
- 1949: Frauen um Dr. Corday (The Doctor and the Girl)
- 1949: Madame Bovary und ihre Liebhaber (Madame Bovary)
- 1950: Brustbild, bitte! (Watch the Birdie)
- 1950: Die Tote in den Dünen (Mystery Street)
- 1950: Drei Männer für Alison (Please Believe Me)
- 1950: The Magnificent Yankee
- 1950: Vater der Braut (Father of the Bride)
- 1951: Ein Geschenk des Himmels (Father’s Little Dividend)
- 1951: Kind Lady
- 1952: Mann gegen Mann (Lone Star)
- 1952: Frau in Weiß (The Girl in White)
- 1953: Die schwarze Perle (All the Brothers Were Valiant)
- 1953: Lili
- 1953: Skandal um Patsy (Scandal at Scourie)
- 1953: Villa mit 100 PS (The Long, Long Trailer)
- 1955: Der gläserne Pantoffel (The Glass Slipper)
- 1955: Die Saat der Gewalt (Blackboard Jungle)
- 1956: Alarm im Weltall (Forbidden Planet)
- 1956: Anders als die anderen (Tea and Sympathy)
- 1956: Die erste Kugel trifft (The Fastest Gun Alive)
- 1956: Menschenraub (Ransom!)
- 1957: Die Girls (Les Girls)
- 1958: Der Schatz des Gehenkten (The Law and Jake Wade)
- 1958: Die Katze auf dem heißen Blechdach (Cat on a Hot Tin Roof)
- 1959: Tropenglut (Green Mansions)
- 1960: Die glorreichen Sieben (The Magnificent Seven)
- 1960: Die Wölfe von Los Angeles (Key Witness)
- 1961: Massaker im Morgengrauen (A Thunder of Drums)
- 1961: Und die Nacht wird schweigen (By Love Possessed)
- 1962: Botschafter der Angst (The Manchurian Candidate)
- 1962: Die siegreichen Drei (Sergeants 3)
- 1963: Gesprengte Ketten (The Great Escape)
- 1963: Sieben Tage im Mai (Seven Days in May)
- 1965: Geheimagent Barrett greift ein (The Satan Bug)
- 1965: Vierzig Wagen westwärts (The Hallelujah Trail)
- 1966: Der Mann, der zweimal lebte (Seconds)
- 1967: Die fünf Geächteten (Hour of the Gun)
- 1967: Scheidung auf amerikanisch (Divorce American Style)
- 1968: Eisstation Zebra (Ice Station Zebra)
- 1970: Die Französische Revolution fand nicht statt (Start The Revolution Without Me)
- 1970: Die Frau des Anderen (A Walk in the Spring Rain)
- 1970: Rache aus dem Knast (Zig Zag)
- 1972: Die Organisation (The Organization)
- 1972: Sinola (Joe Kidd)
- 1973: Begegnung am Vormittag (Breezy)
- 1973: Calahan (Magnum Force)
- 1973: Ein Fremder ohne Namen (High Plains Drifter)
- 1974: Die Letzten beißen die Hunde (Thunderbolt and Lightfoot)
- 1975: Im Auftrag des Drachen (The Eiger Sanction)
- 1976: Der Texaner (The Outlaw Josey Wales)
- 1976: Der Unerbittliche (The Enforcer)
- 1977. Der Mann, der niemals aufgibt (The Gauntlet)
- 1978: Der Mann aus San Fernando (Every Which Way But Loose)
- 1979: Flucht von Alcatraz (Escape from Alcatraz)
- 1980: Bronco Billy
- 1980: Mit Vollgas nach San Fernando (Any Which Way You Can)
- 1982: Firefox
- 1982: Honkytonk Man

## Auszeichnungen
Oscar
- 1956: Nominierung für den Besten Schnitt von Die Saat der Gewalt
- 1963: Nominierung für den Besten Schnitt von Botschafter der Angst
- 1964: Nominierung für den Besten Schnitt von Gesprengte Ketten